# Alojz Čmelo
Alojz Čmelo (* 14. března 1933 Fačkov) byl slovenský a československý politik Strany slovenské obrody a poslanec Slovenské národní rady a Sněmovny lidu Federálního shromáždění za normalizace.

## Biografie
Pocházel z dělnicko-zemědělské rodiny. Absolvoval vysokou školu a působil na různých postech. K roku 1981 je zmiňován ve funkci výzkumného pracovníka Výzkumného ústavu výpočetní techniky v Žilině. Kromě toho byl členem Okresní mírové rady v Žilině, předsedou komise VZH a VTR při OOR v Žilině a jiných organizací. Od roku 1981 zasedal jako poslanec na MěNV v Žilině. Od roku 1960 byl členem Strany slovenské obrody (v roce 1981 zastával post člena předsednictva Ústředního výboru SSO, člena Krajského výboru SSO Banská Bystrica a tajemníka a pokladníka Okresního výboru SSO v Žilině. V dobovém normalizačním biografickém profilu se uvádí, že „v krízových rokoch 1968–1969 zastával správny triedny a internacionálny postoj priateľstva a spolupráce so ZSSR“. K roku 1986 se profesně uvádí jako výzkumný pracovník.
Ve volbách roku 1976 se stal poslancem Slovenské národní rady. Mandát obhájil ve volbách roku 1981 a zasedal pak v předsednictvu SNR.
Ve volbách roku 1986 zasedl za SSO do Sněmovny lidu (volební obvod č. 147 – Levice, Západoslovenský kraj). Ve Federálním shromáždění setrval do ledna 1990, kdy rezignoval na svůj post v rámci procesu kooptací do Federálního shromáždění po sametové revoluci.